# Mamiya Rinzō

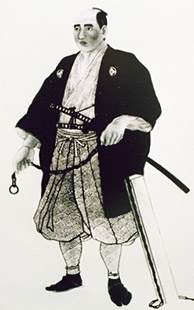
Mamiya Rinzō

Mamiya Rinzō (japanisch 間宮 林蔵; * um 1775 in Kamihirayanagi, Tsukuba-gun, Provinz Hitachi (heute: Kamihirayanagi, Tsukubamirai, Präfektur Ibaraki); † 13. April 1844) war ein japanischer Seefahrer und Kartograf der Edo-Zeit.

## Leben und Wirken
Mamiya Rinzō studierte Kartografie unter Inō Tadataka und arbeitete ab 1800 für das Shogunat als Landvermesser auf Ezō, dem heutigen Hokkaidō, und auf den südlichen Kurilen. 1807 wurde er bei einem russischen Überfall auf Iturup verwundet. Er wurde beauftragt, Sachalin zu erkunden, dessen östliche Seite er 1808 erkundete. Im folgenden Jahr reiste er alleine die westliche Küste entlang und konnte nachweisen, dass Sachalin – entgegen der landläufigen Meinung – keine Verbindung zum Festland hat, sondern als Insel von diesem durch den Tatarensund getrennt ist. Mamiya setzte über zum Festland und folgte dort dem Amur-Fluss ins Inland. Er kam nach 128 km bis zur Stelle der heutigen Stadt Komsomolsk am Amur. Rinzōs Berichte, „Kita Ezo zusetsu“ (北蝦夷図説) – „Illustrierter Bericht über Sachalin“, und „Tōdatsu chihō kikō“ (東韃地方紀行) – „Reisen im Tartarenland“ brachten wichtiges neues Wissen über die ethnografische und geografische Situation in diesen Regionen.
Rinzō arbeitete später als Spion des Tokugawa-Shōgunats. Es wird vermutet, dass er 1828 an der Festnahme des Kartografen Takahashi Kageyasu beteiligt war. Dieser hatte im Geheimen Karten mit dem auf Dejima (Nagaski) arbeitenden Philipp Franz von Siebold ausgetauscht.
Rinzō starb einsam, von seinen früheren Kollegen verlassen.